# جورج فریدریش
جورج فریدریش (انگلیسی: George Friedrichs; ۱۵ فوریهٔ ۱۹۴۰ – ۲۰ مارس ۱۹۹۱) قایقران قایق بادبانی اهل ایالات متحده آمریکا بود.